# Chute du château d'Osaka

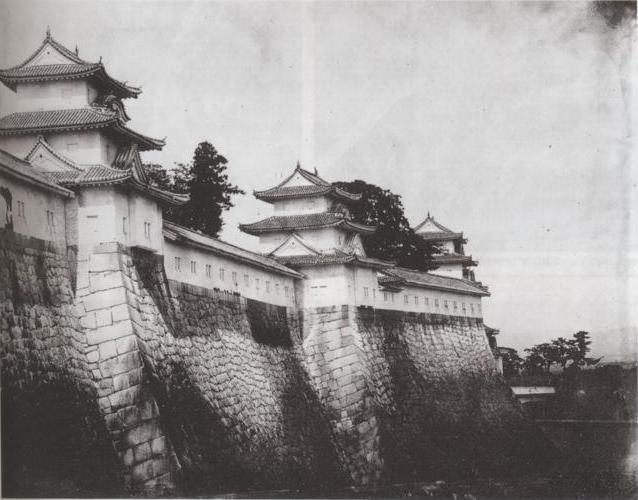
Les rempart du château d'Osaka en 1865.

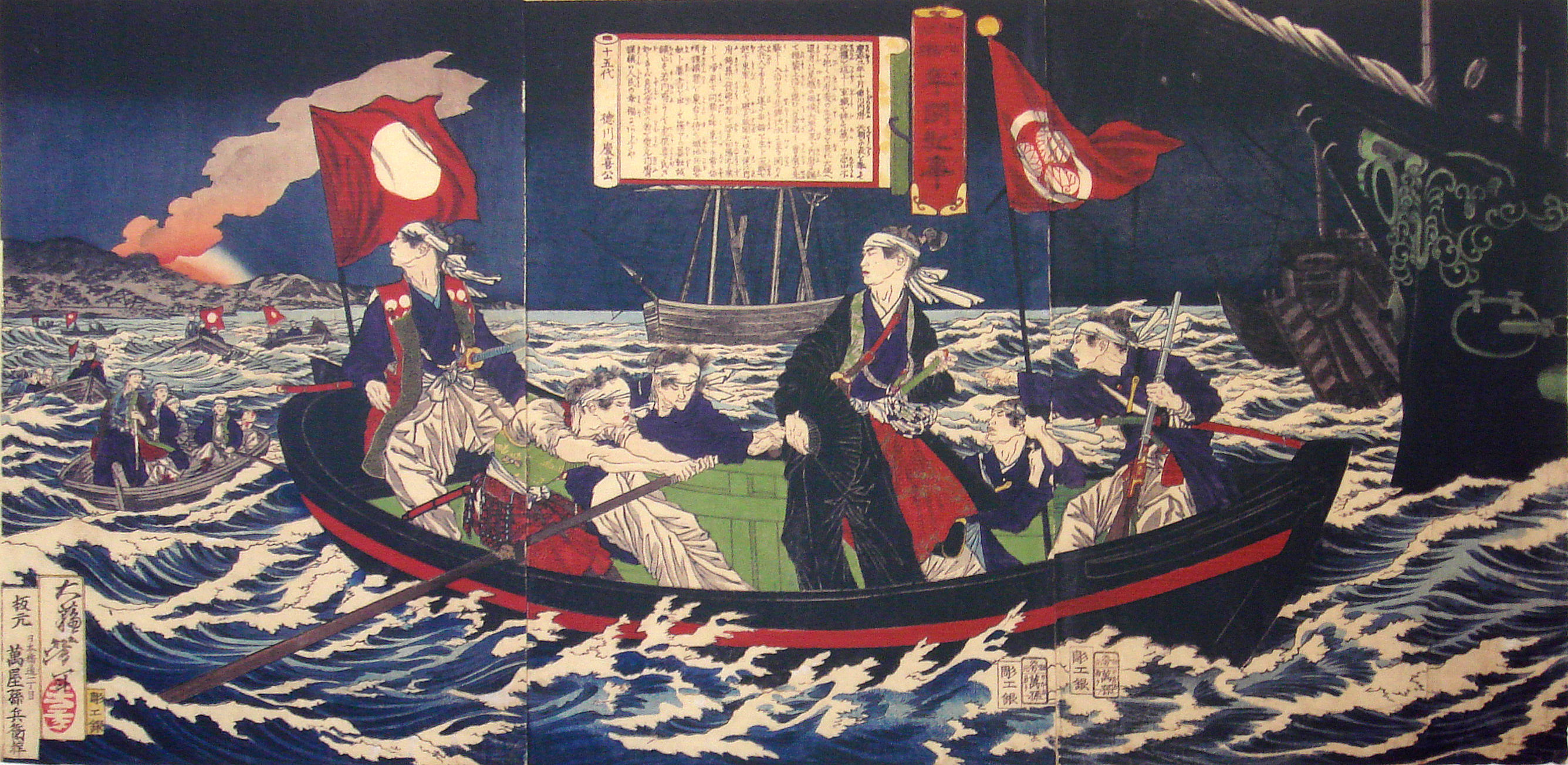
Yoshinobu Tokugawa, partant pour Edo, regarde le château d'Osaka en feu à l'arrière-plan.

La Chute du château d'Osaka se réfère à la capture du château d'Osaka, tenu par les Tokugawa, par les forces pro-impériales de « Kangun » le 2 février 1868.
La chute fait suite à la défaite des Tokugawa à la bataille de Toba-Fushimi. Les troupes fidèles au Bakufu ont essayé de se regrouper autour de Yoshinobu Tokugawa. Au château d'Osaka, Yoshinobu Tokugawa a réuni ses conseillers et chefs militaires pour discuter de la stratégie et, afin de remonter le moral, a annoncé qu'il prendrait personnellement le commandement des forces du bakufu sur le champ de bataille.
Toutefois, le 31 janvier 1868, Yoshinobu Tokugawa a quitté discrètement le château d'Osaka, accompagné des daimyo d'Aizu et de Kuwana, pour rejoindre Edo sur le Kaiyō Maru, le vaisseau de guerre du shogunat. Mais comme le Kaiyō Maru n'était pas encore arrivé, il a pris refuge pour la nuit sur un vaisseau de guerre américain, l'USS Iroquois, ancré dans la Baie d'Osaka. Le Kaiyō Maru est arrivé deux heures plus tard et a embarqué Tokugawa et sa suite. Quand le reste de ses forces apprirent que le shogun les avait abandonnées, elles quittèrent le château d'Osaka, qui fut plus tard pris par les forces impériales sans résistance. Le château a été saisi et brûlé le dimanche 2 février 1868. Yoshinobu a plus tard déclaré qu'il avait été troublé par l'approbation impériale donnée aux actions de Satsuma et de Chōshū, et, une fois que la bannière impériale était apparue, il avait perdu toute envie de se battre.
La chute du château d'Osaka fut un symbole très fort car c'était la base des Tokugawa dans l'ouest du Japon. C'était également l'endroit historique du siège d'Osaka, la bataille décisive qui avait établi la puissance des Tokugawa deux siècles auparavant. Le château d'Osaka a été brûlé et réduit en ruines par le nouveau gouvernement, et a plus tard été employé comme lieu d'installation de casernes militaires.

## Source de la traduction
- (en) Cet article est partiellement ou en totalité issu de l’article de Wikipédia en anglais intitulé « Fall of Osaka castle » (voir la liste des auteurs).